# Sojuz TM-14
Sojuz TM-14 je označení ruské kosmické lodi, ve které odstartovala mise ke ruské kosmické stanici Mir. Byla to 14. expedice k Miru a první ruská po rozpadu SSSR.

## Posádka

### Startovali
- Alexandr Viktorenko (3)
- Alexandr Kaleri (1)
- Klaus-Dietrich Flade (1) DLR

### Přistáli
- Alexandr Viktorenko (3)
- Alexandr Kaleri (1)
- Michel Tognini (1) CNES, ESA

V závorkách je uveden dosavadní počet letů do vesmíru včetně této mise.